# BUDEX
BUDEX HUB s.r.o. (do 1. října 2021 BUDEX holding s.r.o.) je česká holdingová společnost sdružující firmy z oborů informačních technologií, mobilní komunikace, energetiky, automatizace a robotizace. Tato holdingová společnost vznikla v roce 2017 v rámci restrukturalizace firem propojených s firmou Terms, která působí na trhu od roku 1991. Většinovým vlastníkem BUDEXu je český podnikatel Pavel Schwarz. Do BUDEXu patří kromě Termsu například značky GoMobil, GoSMS, GoEnergy, ZooControl, Cinkly nebo Roboton. BUDEX sídlí v Plané u Českých Budějovic.[zdroj?]

## Dceřiné firmy

### Terms
Nejstarší z firem holdingu - firma Terms vznikla v červnu 1991 jako veřejná obchodní společnost pro projektování, montáž a opravy elektrických zařízení. K tomu se nedlouho poté přidalo také poskytování souvisejícího software. V lednu 1997 Terms přesídlil do Plané u Českých Budějovic, která je sídlem Termsu i holdingu BUDEX dodnes. Na konci roku 1999 rozšířil Terms obor svých činností o telekomunikaci. Terms nabízel pod značkou TERMSnet připojení k internetu a služby mobilního telefonování. Vyráběl telekomunikační kontejnery a stožáry. K začátku roku 2002 došlo k transformaci Termsu z veřejné obchodní společnosti na akciovou společnost. K projektovací, montážní a servisní činnosti v oblasti elektroinženýrství se přidala také činnost poradenská. Od roku 2006 postavil Terms celou řadu solárních elektráren. V roce 2012 prodal Terms část své telekomunikační divize společnosti Telefónica Czech Republic a o rok poté Terms spustil vlastní službu virtuálního mobilního operátora pod značkou GoMobil.

#### Roboton
V roce 2022 představil Terms na mezinárodní agrovýstavě Země živitelka svůj projekt Roboton. Jednalo se o vyvíjený systém řízení autonomních zemědělských robotů. Na vývoji umělé inteligence se podíleli také akademici z Jihočeské univerzity. Za ukázku funkčnosti secího robota byl Roboton oceněn Zlatým klasem v kategorii mechanizace. Obdobnou ukázku s pásovým robotem poháněným sluneční energií provedl Roboton v září 2023 u Demonstrační a výzkumné stanice Fakulty agrobiologie, potravinových a přírodních zdrojů České zemědělské univerzity v Praze-Tróji. Roboton se účastnil také jubilejního 50. ročníku výstavy Země Živitelka v roce 2024.

### GoMobil
GoMobil fungoval jako divize v rámci Termsu od roku 2013 až do června 2019, kdy se osamostatnil. V čele GoMobilu stál Jiří Malecha do ledna 2022, kdy na jeho místo nastoupila Lucie Kalusová. Své služby virtuálního operátora poskytuje na infrastruktuře T-Mobile. Součástí firmy GoMobil jsou také služby GoSMS a GoInternet. GoSMS nabízí především služby ověřování identity pomocí SMS kódů a služby hromadného rozesílání informačních SMS občanům/zákazníkům. Zatímco GoMobil cílí především na koncové zákazníky, GoSMS cílí na firmy, úřady a organizace.[zdroj?]

### 2 Energy
Firma 2 Energy, oficiálně vznikla již v roce 2011. V březnu 2023 se do jejího čela postavil Jiří Malecha a firma začala vystupovat pod obchodními značkami GoEnergy a Přebytky.eu. GoEnergy je dodavatelem elektrické energie a Přebytky.eu nabízejí výkup přebytků elektrické energie vyrobené ze solárních panelů. V prvním pololetí roku 2024 už rostl meziměsíčně počet odběrných míst u GoEnergy průměrně o 14,14 %.

### ZooControl
Firma ZooControl se od Termsu oddělila v únoru 2017. ZooControl se zabývá vývojem software na zakázku a poskytováním IT služeb pro ostatní firmy holdingu. Mezi jimi vyvinuté produkty patří například systém pro řízení vztahů se zákazníky Reago nebo GoBeyond.[zdroj?]

### Cinkly
Firma Cinkly vznikla v srpnu roku 2020. O rok později se do jejího čela postavila Kamila Jílková. Jedná se o call centrum nabízející telefonické prodejní služby dalším firmám holdingu i externím zákazníkům z oblastí mobilních služeb, internetového připojení, televizních služeb, energetických služeb nebo povinného ručení.[zdroj?]

## Další investice

### GoPay
Terms a propojené firmy ve vlastnictví Pavla Schwarze staršího významně finančně podporovaly v prvních letech začínající firmu GoPay, kterou založil a vedl syn Pavla Schwarze staršího - Pavel Schwarz mladší. Firma GoPay vyvinula stejnojmennou online platební bránu. Mezi lety 2020 a 2022 byla firma GoPay se svolením České národní banky prodána podle odhadů za vyšší stovky milionů Kč nadnárodnímu koncernu WorldLine se sídlem v Belgii. Od firmy GoPay také odvozují svůj název a logo značky BUDEXu GoMobil a GoEnergy.[zdroj?]

### Argo22
Firmu založil v roce 2010 Libor Suchý pod názvem Atuin. Následně byla společnost přejmenována na Bugweis a roku 2014 definitivně na Argo22. V únoru 2024 koupil BUDEX v této společnosti 40% podíl. Společnost se zabývá vývojem software.[zdroj?]

## Sídlo
V srpnu 2022 začala vedle současného sídla v Plané výstavba nového sídla společnosti, které by mělo pod jednou střechou sjednotit všechny firmy holdingu Budex. Nová čtyřpodlažní budova by se vzhledem k legislativním omezením výšky dřevostaveb v Česku měla stát v době svého dokončení nejvyšší dřevostavbou na území České republiky. Nosná konstrukce z CLT panelů má ve svém středu i z důvodu požární bezpečnosti betonové jádro s únikovým schodištěm. Budova bude energeticky soběstačná za pomoci kombinace geotermálních vrtů, tepelných čerpadel a solárních panelů.
Budova byla slavnostně otevřena v pátek 13. září během probíhajících podzimních povodní roku 2024. Součástí areálu má být v budoucnu 40 nabíjecích stanic pro osobní i nákladní elektromobily, z nichž část má sloužit firmě a část veřejnosti.